# Maffrécourt
Maffrécourt è un comune francese di 63 abitanti situato nel dipartimento della Marna nella regione del Grand Est.

## Società

### Evoluzione demografica
Abitanti censiti